# Saint-Dizant-du-Gua
Saint-Dizant-du-Gua ist eine französische Gemeinde mit 501 Einwohnern (Stand 1. Januar 2022) im Département Charente-Maritime in der Region Nouvelle-Aquitaine (vor 2016 Poitou-Charentes); sie gehört zum Arrondissement Jonzac und zum Kanton Pons. Die Einwohner werden Saint-Dizanais genannt.

## Geographie
Saint-Dizant-du-Gua liegt etwa 36 Kilometer südsüdwestlich von Saintes am Ästuar der Gironde. Umgeben wird Saint-Dizant-du-Gua von den Nachbargemeinden Saint-Fort-sur-Gironde im Nordwesten und Norden, Lorignac im Norden und Nordosten, Saint-Ciers-du-Taillon im Osten und Südosten, Sainte-Ramée im Südosten sowie Saint-Thomas-de-Conac im Süden.

## Bevölkerungsentwicklung
| Jahr                       | 1962 | 1968 | 1975 | 1982 | 1990 | 1999 | 2006 | 2019 |
| Einwohner                  | 810  | 790  | 699  | 606  | 584  | 548  | 536  | 538  |
| Quellen: Cassini und INSEE |      |      |      |      |      |      |      |      |

## Sehenswürdigkeiten
- Kirche Saint-Michel aus dem 18. Jahrhundert
- Schloss Beaulon, seit 1987 Monument historique

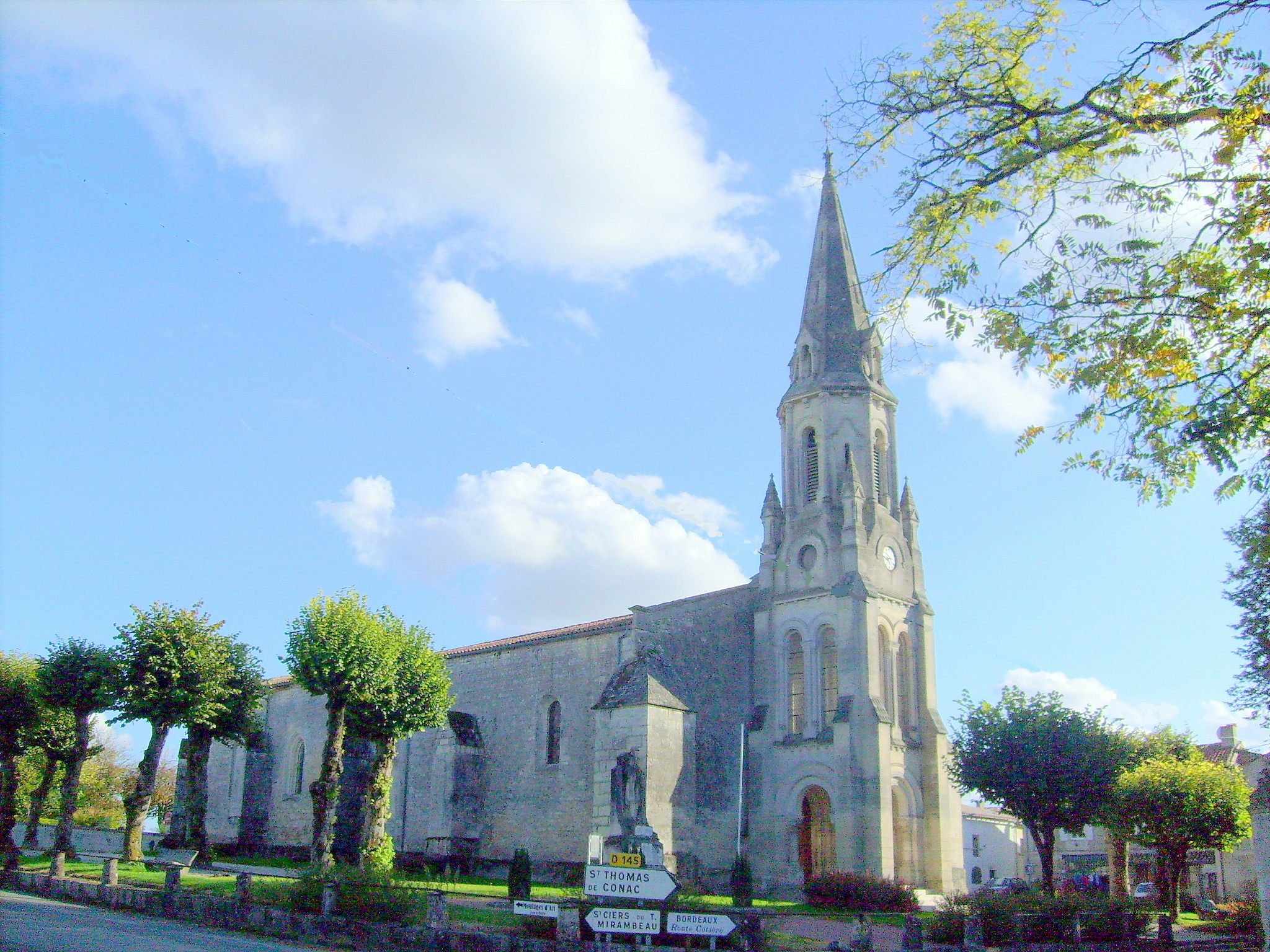
Kirche Saint-Michel